# Röhrig
Röhrig is een gemeente in de Duitse deelstaat Thüringen, en maakt deel uit van de Landkreis Eichsfeld.
Röhrig telt 228 inwoners.